# دیزج بزرگ (نقده)
دیزج‌ بزرگ، روستایی از توابع بخش مرکزی شهرستان نقده در استان آذربایجان غربی ایران است.

## جمعیت
این روستا در دهستان بیگم‌قلعه قرار دارد و براساس سرشماری مرکز آمار ایران در سال ۱۳۸۵، جمعیت آن ۵۲۶ نفر (۱۰۴ خانوار) بوده‌است.